# Catonateatro
Catonateatro è una manifestazione teatrale di Reggio Calabria, che si svolge ogni estate presso l'Arena "Alberto Neri", sul lungomare del quartiere marinaro di Catona. La prima edizione si è svolta nel 1986.

## L'Arena Neri
L'area del quartiere occupata durante l'estate da Catonateatro fu ricavata recuperando circa 18.000 m² di superficie dell'ex colonia marina, zona che in precedenza era tradizionalmente destinata alla cultura. Anticamente infatti vi sorgeva una chiesa sconsacrata al cui interno nel IX secolo si svolgevano rappresentazioni teatrali e vi aveva sede anche la mitica opera dei pupi. Inoltre un vecchio chiostro ospitava l'antica banda del quartiere: probabilmente una sorta di predestinazione e propensione del luogo verso gli eventi culturali. Dunque Al momento l'area era costituita da vegetazione incolta e da ruderi di vecchi edifici, quindi fu deciso di recuperarla.
Negli anni 1990 viene costruita l'Arena "Alberto Neri", struttura moderna in grado di accogliere oltre 1.200 spettatori e di ospitare gli artisti in modo confortevole.

## Storia
Catonateatro nacque nel 1986 in seguito alla costituzione della cooperativa Polis Cultura, con lo scopo di approfondire e promuovere la cultura teatrale nella provincia reggina. Il successo riportato dalla prima rappresentazione spinse l'associazione a dar vita alla prima rassegna, denominata "Estate Catonese", nel cui cartellone, in omaggio a Luigi Pirandello (in occasione del cinquantesimo anniversario della morte), erano presenti i due atti unici "La morsa" e "Lumie di Sicilia". Poi la cooperativa cominciò a proporre, sotto la direzione artistica di Lillo Chilà e la regia di Ettore Pensabene, anche testi propri (tra i quali: "'Na vota c'era cu c'era", "L'uomo, la bestia e la virtù") e opere riunite sotto lo stesso titolo, come "Amicizia, Amore e Morte in teatro", con testi di Anton Čechov, Eduardo De Filippo e Luigi Pirandello.
Nel 1988 il cartellone includeva uno spettacolo con Lina Sastri, che attirò un considerevole pubblico. Nel 1989 giunsero molte novità, tra cui la direzione artistica di Walter Manfrè e la messa in scena del Liolà, una produzione propria che venne rappresentata anche sui circuiti teatrali nazionali, chiudendo a Caserta. Nello stesso anno la cooperativa iniziò a rapportarsi con più note manifestazioni teatrali, quali quelle di Agrigento e Spoleto, arricchendo di anno in anno le novità. Dal 1991 il teatro di prosa fu affiancato da spettacoli di danza e musicali, spaziando dalla musica lirica alla musica leggera, ma pur sempre fedele al suo intento principale, cioè favorire la crescita culturale della provincia .
Oggi Catonateatro è diventata una realtà affermata; fra i nomi che hanno calcato il suo palcoscenico si ricordano Aldo e Carlo Giuffré, Andrea Giordana, Paola Borboni, Giustino Durano, Paola Quattrini, Lina Sastri, Giorgio Albertazzi, Monica Guerritore, Lia Tanzi e Giuseppe Pambieri, Lello Arena, Zuzzurro e Gaspare, Katia Ricciarelli, Raffaele Paganini, Gigi Proietti, Michele Placido, Giorgio Panariello, Enrico Brignano, Serena Autieri, Ficarra e Picone, Vincenzo Salemme, Loretta Goggi, la Compagnia della Rancia, Renato Carosone, Gianni Morandi, Pooh, Massimo Ranieri, Renzo Arbore e l'Orchestra Italiana, Nina Zilli, Alessandra Amoroso, Kitonb. Inoltre ai grandi professionisti dello spettacolo italiani in questi ultimi anni si stanno aggiungendo star e compagnie straniere, quali ad esempio Momix, Les Farfadais, Joaquín Cortés, Antonio Marques.
Dal 2003 al 2006 la manifestazione si è avvalsa della direzione artistica di Giampiero Cicciò
Dopo dieci anni di attività il presidente del "Pirandello Theatre Society" in Canada scrisse una lettera mostrando compiacimento per la crescita della manifestazione rispetto al 1987, anno in cui egli aveva assistito alle prove de "L'uomo, la bestia e la virtù".
La crescita di Catonateatro continua anche con la proposta di nuove produzioni, come una produzione della Polis Cultura, "Colapesce e Filomena", con testo di Ettore Pensabene e regia di Walter Manfrè, rappresentato a chiusura di stagione.

## Responsabili della manifestazione
- Presidente: Lillo Chilà
- Vicepresidente: Filippo Barbaro
- Consiglieri d'amministrazione: Porzia Garganese, Rosemary Penna, Luciano Pensabene, Maria Grazia Verduci, Sonia Verduci
- Responsabile servizio maschere: Raffaella Rizzo Benintende

## Prime assolute
La cooperativa Polis Cultura che organizza Catonateatro, è stata fondata da Ettore Pensabene, poeta e drammaturgo reggino. La prima edizione di Catonateatro nel 1986 fu organizzata da Lillo Chilà in qualità di direttore artistico ed Ettore Pensabene in qualità di Presidente della cooperativa. Parteciparono alla buona riuscita della prima edizione anche i soci fondatori.